# Lluç europeu

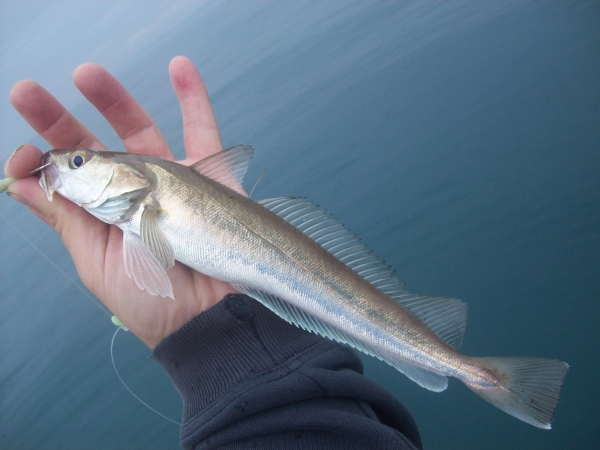
Exemplar capturat a les costes espanyoles

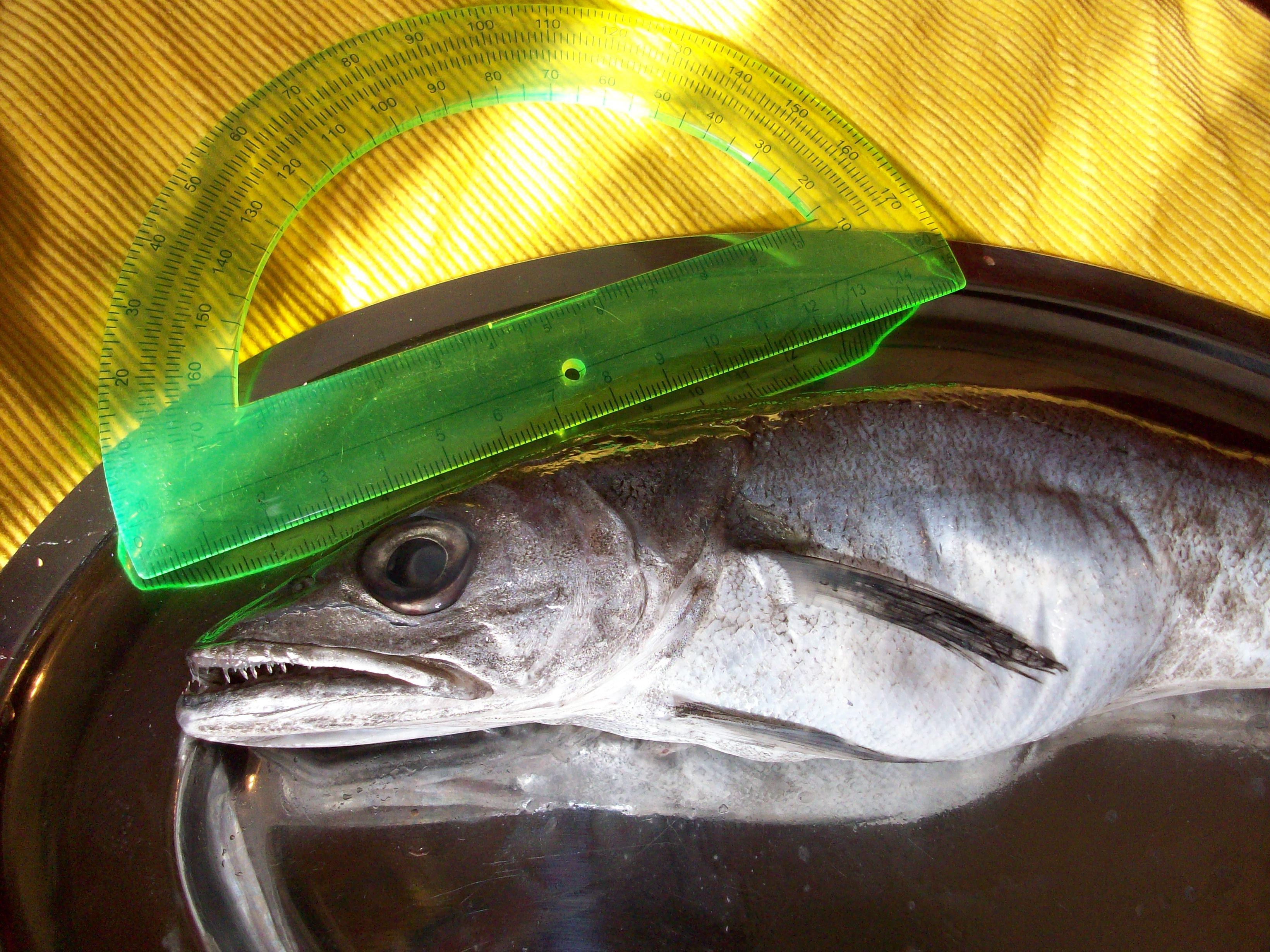
Cap de lluç amb un transportador al costat

El lluç europeu, lluç o llucet -quan encara és immadur- (Merluccius merluccius) és una espècie de peix pertanyent a l'ordre dels gadiformes.

## Descripció
- Els exemplars de l'Atlàntic són els més grossos d'aquesta espècie i poden arribar a fer 1,80 m de llargària màxima (en canvi, un lluç de la Mediterrània de 8 anys i de 30 cm correspondria a un de 85 cm de l'Atlàntic). Les femelles fan al voltant de 100 cm.
- Pot assolir els 15 kg de pes.
- Cos esvelt, allargat, fusiforme i una mica comprimit.
- Escates petites i cicloides que cauen amb facilitat.
- El cap és deprimit i presenta unes fosses i carenes òssies entre els ulls que defineixen una àrea triangular.
- Ulls grossos.
- Boca gran, fesa i obliqua proveïda de dents fortes i corbades.
- Mandíbula inferior més prominent i sense barba.
- Dues aletes dorsals: la primera triangular i curta, i la segona molt llarga.
- Aleta caudal no escotada.
- Aleta anal llarga, de la mateixa mida que la segona dorsal.
- Aletes pectorals normals i ventrals en posició jugular.
- Totes les aletes són de radis tous.
- Color gris terrós o blau metàl·lic al dors, argentat als flancs i ventre blanc brillant. L'interior de la boca i de la cavitat branquial és de color negre.
- Nombre de vèrtebres: 50-52.[3][4][5][6][7][8][9]

## Reproducció
Es reprodueix generalment a la primavera. Els alevins, propers a la costa, quan arriben a uns 3-4 cm baixen al fons (100-200 m de fondària), al cap de l'any migren cap a la costa a l'estiu, i a l'hivern neden mar endins, cosa que repetiran durant tota la vida. Així, fan migracions perpendiculars a la plataforma continental.

## Alimentació
Com a adult és un peix molt voraç que es nodreix de preses grosses, generalment d'altres peixos (sobretot, llúceres, aladrocs, arengs, etc.), cefalòpodes (com ara, calamars) i crustacis. En canvi, els individus joves mengen crustacis (sobretot, eufausiacis i amfípodes).

És depredat per la círvia (Seriola dumerili), el sorell blancal (Trachurus mediterraneus), el bacallà (Gadus morhua), el merlà (Merlangius merlangus), el peix carboner (Pollachius virens), Ophichthus rufus, el cap-roig (Scorpaena scrofa), el sarg (Diplodus sargus sargus), la rata de mar (Uranoscopus scaber), el peix espasa (Xiphias gladius), Gnathophis mystax, la rajada vestida (Leucoraja naevus), la clavellada (Raja clavata), la rajada dolça (Raja montagui), l'agullat (Squalus acanthias) i el dofí mular (Tursiops truncatus).

## Hàbitat
És un peix marí, demersal, de clima temperat (76°N-18°N, 30°W-42°E) que viu entre 30-1.075 m de fondària (normalment, entre 70 i 400).

## Distribució geogràfica
Es troba a la costa meridional de la mar Negra, la Mediterrània i l'Atlàntic oriental (des de Noruega i Islàndia fins a Mauritània).

## Longevitat
La seua esperança de vida arriba fins als 20 anys.

## Costums
- Forma moles denses abans d'adquirir la maduresa sexual (els adults estan més aïllats).
- Els adults viuen a prop del fons durant el dia, però s'apropen a la superfície durant la nit.[7]

## Pesca
Es pesca amb estris de ròssec o amb palangre. Com que viu a molta fondària quan es pesca amb xarxa, en pujar-los, els exemplars pateixen una forta descompressió que fa que el gas de la bufeta natatòria s'expandeixi bruscament. És per això que al mercat es venen amb una bufeta enorme al ventre o, fins i tot, sortint per la boca.

## Ús comercial

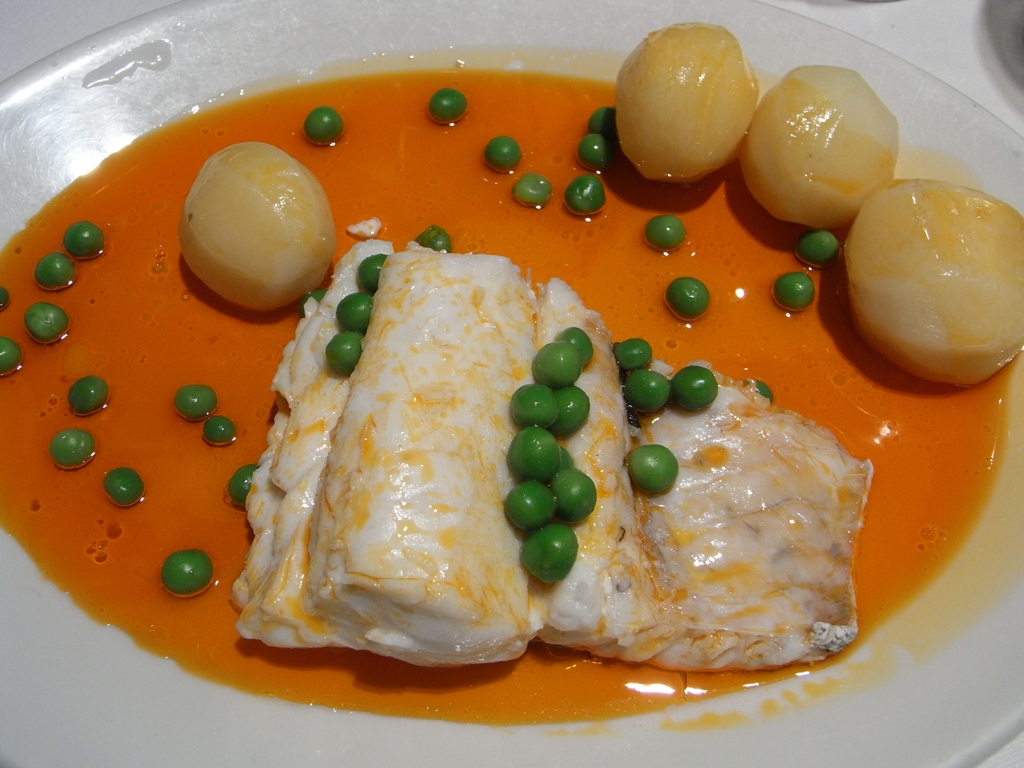
Plat elaborat amb lluç

Es comercialitza fresc, sencer o en filets i és força comú als mercats, ja que és un peix molt apreciat per preparar-lo al vapor, fregit, enfornat o cuinat al microones. Se'n pot trobar congelat, encara que moltes vegades es tracta d'altres espècies semblants (com ara, Merluccius senegalensis, Merluccius polli, Merluccius capensis i Merluccius paradoxus). També se'n consumeixen els ovaris degudament preparats i assecats.

## Estat de conservació
Pateix de sobrepesca.

## Observacions
És inofensiu per als humans.